# مؤسسه تحصیلات عالی ملی
مؤسسهٔ تحصیلات عالی ملی مؤسسهٔ تحصیلات عالی ملی یکی از موسسات تحصیلی خصوصی در افغانستان می‌باشد که در سال ۱۳۹۱ هجری خورشیدی تأسیس گردیده‌است. این مؤسسه در سنبلهٔ سال ۱۳۹۱ خورشیدی جواز فعالیت خود را از وزارت تحصیلات عالی افغانستان کسب نموده‌است.

## آغاز کار
این مؤسسه نخستین کانکور خود را در ماه میزان سال ۱۳۸۷ ه‍.ش در رشته‌های حقوق و علوم سیاسی، طب معالجوی، طب استوماتولوژی  و انستیتوت علوم صحی برگزار نمود که به وسیلهٔ آن ۱۸۷ نفر توانستند به مؤسسهٔ تحصیلات عالی ملی راه یابند.
دومین دور کنکور این مؤسسه در بهار سال ۱۳۹۰ برگزار شد که بر اساس آن ۴۰۸ نفر در رشته‌های فوق به این مؤسسه جذب گردید.

## رشته‌های تحصیلی
این مؤسسه در رشته‌های ذیل محصل می‌پذیرد:
- طب معالجوی
- طب ستوماتولوژی
- حقوق و علوم سیاسی
- انستیتوت علوم صحی
- قابلگی عالی
- فارمسی
- تکنالوژی طبی
- پروتیز دندان